# László Dubrovay
Laszlo Dubrovay (født 23. marts 1943 i Budapest, Ungarn) er en ungarsk komponist og lærer.
Dubrovay studerede komposition på Bartók Secondary School of Music, hos István Szelényi, og forsatte studier på Liszt Akademiet, hos bl.a. Ferenc Szabó. Han tog komponistionskurser (1972-1974) hos Karlheinz Stockhausen i Köln.
Dubrovay har skrevet 6 symfonier, orkesterværker, kammermusik, elektroniskmusik, strygekvartetter, scenemusik, filmmusik etc. Han har undervist som lærer i komposition på Musikkonservatoriet i Budapest siden (1976).
Dubrovay har fået flere priser for sine værker, bl.a. førsteprisen for sit værk Levering for Orgel (1973).

## Udvalgte værker
- Symfoni nr. 1 "Symfonia" (1984-85) - for orkester
- Symfoni nr. 2 "Ungarsk" (1997) - for orkester
- Symfoni nr. 3 "Klangfarve" (1998) - for orkester
- Symfoni nr. 4 "Slagtøjs Symfoni" (1998) - for slagtøj og orkester
- Symfoni nr. 5 "Stryger Symfoni" (2005) - for strygeorkester
- Symfoni nr. 6 "Forår" (2009) - for orkester